# Jean-Marc Falcone
Pour les articles homonymes, voir Falcone (homonymie).
Jean-Marc Falcone, né le 1er juin 1953, est un haut fonctionnaire français. Avant de devenir Préfet, il a été commissaire de police et sous-préfet . Il est directeur général de la Police nationale du 2 juin 2014 au 28 août 2017, entre deux affectations territoriales (Tarn de 2011 à 2012 et Loiret de 2017 à 2019).

## Biographie

### Formations
Jean-Marc Falcone réussit le concours de commissaire de police en 1977 et effectue ensuite sa scolarité au sein de l' École nationale supérieure de la Police (E.N.S.P.) à Saint-Cyr-au-Mont-d'Or.

### Carrière dans la Police puis dans la préfectorale
Jean-Marc Falcone commence sa carrière de commissaire de police à Lille de 1979 à 1983 puis est nommé à Grenoble de 1983 à 1986. Il prend la fonction de chef de la sécurité générale à la police urbaine de Fort-de-France de 1986 à 1990.
Par détachement, alors qu'il est commissaire principal, il devient sous-préfet et assure successivement les postes de directeur de cabinet du préfet du Territoire de Belfort en 1990, de celui du préfet du Cher en 1991, de sous-préfet de l'arrondissement de Corte de 1992 à 1994 puis secrétaire général de la préfecture des Landes en 1994 et de directeur de cabinet du préfet de la région Rhône-Alpes en 1996.
Il est ensuite nommé chef de cabinet du secrétaire d'État à l'Outre mer, Jean-Jack Queyranne, en 1997. En 1998, il prend les fonctions de secrétaire général de la préfecture de La Réunion avant d'être nommé sous-préfet de Pointe-à-Pitre en 2000. Il revient au secrétariat d’État à l'Outre mer en 2001 en tant que directeur adjoint de cabinet du secrétaire d’État Christian Paul, avant de prendre le poste de sous-préfet de Saint-Nazaire en 2003.
En 2006, il est nommé chargé de mission auprès d'Alain Juillet, haut responsable du gouvernement à l'intelligence économique, au Secrétariat général de la défense nationale.
Le 13 novembre 2008, il devient préfet délégué pour la sécurité et la défense à Bordeaux avant d'être nommé directeur de la prospective et de la planification de la sécurité nationale au ministère de l'Intérieur le 11 novembre 2010, puis préfet du Tarn le 29 septembre 2011 et conseiller pour les affaires intérieures et les outre-mer à Matignon le 22 juin 2012,.
Le 2 juin 2014, il est nommé directeur général de la Police nationale, succédant ainsi à Claude Baland, en poste depuis le 30 mai 2012. C'est lui qui met en place l' uniforme spécifique de D.G.P.N.  : la tenue est quasi identique à celle des directeurs de services actifs de police, avec toutefois la création de cinq étoiles sur la casquette et sur les parements aux épaules. Avant lui, les autres directeurs généraux de la police nationale (depuis la transformation de l'ancienne fonction de directeur général de la Sûreté Nationale en 1969 devenue alors D.G.P.N.) portaient, pour tous les événements officiels, la tenue de préfet, car ils étaient tous issus du corps préfectoral. Initialement, le gouvernement de Vichy avait créé par la loi du 23 avril 1941 une direction générale de la police nationale, dont le principal détenteur fut d'avril 1942 à décembre 1943, René Bousquet. Il avait alors été créé un uniforme spécifique, différent de l'uniforme préfectoral (veste non croisée et casquette avec insigne et parements différents).
Le 28 août 2017, il quitte l'institution policière et est nommé préfet du Loiret, préfet de la région Centre Val de Loire, succédant à Nacer Meddah, en poste depuis le 1er janvier 2016. Il est remplacé à son poste de directeur général de la police nationale par Éric Morvan, jusqu'alors préfet des Pyrénées-Atlantiques.
Par décret du 24 mai 2019, en tant que préfet hors classe, il est placé en position de retraite à compter du 2 août 2019. Pierre Pouëssel lui succède .

## Récompenses et distinctions

### Décorations
- Chevalier de la Légion d'honneur en 2009 [11]
- Officier de l'ordre national du Mérite en 2015[12] (chevalier en 1998).
- Chevalier de l'ordre du Mérite agricole.
- Médaille de la sécurité intérieure, or en 2017[13].